# الأسطورة 1900
(بالإنجليزية: The Legend of 1900)‏ وهو من روائع الأفلام الإيطالية للمخرج جوزيبي تورناتوري، بطولة تيم روث، يحكي قصة شخص ولد وعاش على سفينة ولم تطأ قدمه الأرض، يدعى هذا الشخص 1900 (تيم روث)، يهتم بالموسيقى منذ صغره، ليشتهر في كبره كعازف بيانو، يتهافت متذوقوا الفن الموسيقي للسفر بهذه السفينة لسماع عزف 1900، يتعرض لمنافسة حادة مع أشهر عازف بيانو أمريكي.
تكمن روعة الفيلم، فضلاً عن القصة، بالموسيقى التي وضعها إنيو موريكوني سواءً التصويرية منها أو عزف 1900. الفيلم مستوحى من مسرح مونولوجيا نوفيشنتو Theatre Monologue Novecento من ألساندرو باريكو.
حصل هذا الفيلم على خمسة جوائز «ديفيد دوناتلو» الإيطالية منها أفضل مخرج لتورنتاري وحصلت أغنية الفيلم على جائزة معهد الفيلم الأوروبي لأفضل أغنية. وحصلت نفس الأغنية على جائزة الـ«جولدن جلوب» للموسيقار الإيطالي إينو موركينو، أحد أهم رموز الموسيقى التصويرية الإيطالية.

## وصلات خارجية
- الأسطورة 1900 على موقع IMDb (الإنجليزية)
- الأسطورة 1900 على موقع ميتاكريتيك (الإنجليزية)
- الأسطورة 1900 على موقع روتن توميتوز (الإنجليزية)
- الأسطورة 1900 على موقع نتفليكس (الإنجليزية)
- الأسطورة 1900 على موقع قاعدة بيانات الأفلام العربية
- الأسطورة 1900 على موقع ألو سيني (الفرنسية)
- الأسطورة 1900 على موقع Turner Classic Movies (الإنجليزية)
- الأسطورة 1900 على موقع أول موفي (الإنجليزية)
- الأسطورة 1900 على موقع بوكس أوفيس موجو (الإنجليزية)
- الأسطورة 1900 على موقع فيلمافينيتي (الإسبانية)